# Eurogamer
Eurogamer és un lloc web britànic de periodisme de videojocs llançat el 1999 com a part de la companyia mare Gamer Network. Amb seu a Brighton, el lloc publica notícies, anàlisis, avançaments i entrevistes sobre la indústria dels videojocs. És considerat un dels llocs web europeus més influents en el seu sector i ha desenvolupat diverses edicions regionals. Des del 2024, forma part d'IGN Entertainment, subsidiària de Ziff Davis, després d'una sèrie d'adquisicions corporatives.

## Història
Eurogamer va ser llançat el 4 de setembre de 1999 sota la companyia Eurogamer Network. L'equip fundador incloïa John Bye (webmaster de PlanetQuake i escriptor de la revista PC Gaming World), Patrick Stokes (col·laborador del lloc Warzone) i Rupert Loman (organitzador de l'esdeveniment EuroQuake per al joc Quake). El 2002, es va convertir en el partner oficial de mitjans en línia de l'European Computer Trade Show. Des del 2007, allotja contingut de Digital Foundry, una eina especialitzada en anàlisi tècnica de videojocs fundada el 2004.
El febrer de 2015, Eurogamer va abandonar el seu sistema de puntuació de ressenyes basat en una escala de 10 punts, substituint-lo per etiquetes qualitatives com "Essential", "Recomanat" o "Avoid". Aquest canvi va ser motivat per dubtes sobre la utilitat de les puntuacions numèriques i pel desig de desvincular-se de l'agregador Metacritic, al·legant la seva "influència nociua" per a la indústria. No obstant això, al maig de 2023, va reintroduir les puntuacions amb una escala de cinc estels, argumentant que són "universalment enteses, senzilles d'apreciar i fàcils de compartir".
El febrer de 2018, la companyia mare, Gamer Network, va ser adquirida per ReedPop, divisió de Reed Exhibitions. Al setembre de 2021, es va tancar el fòrum comunitari d'Eurogamer, recomanant als usuaris alternatives com Discord. El maig de 2024, Gamer Network va ser venuda a IGN Entertainment, subsidiària de Ziff Davis.

### Editors
La direcció editorial d'Eurogamer ha estat ocupada per diverses figures rellevants:
- Tom Bramwell (2008-2014): Va succeir Kristan Reed i va romandre 15 anys a l'empresa.[10]
- Oli Welsh (2014-2021): Va prendre el relleu després de la marxa de Bramwell.[11]
- Martin Robinson (2021-2023): Va dirigir el lloc durant un període de transició corporativa.[12]
- Tom Phillips (2023-2025): Va anunciar la reintroducció de les puntuacions el 2023.[13]
- Tom Orry (2025-actualitat): L'editor actual, confirmat després de la venda a IGN.[14]

## Expansió regional
Eurogamer ha desenvolupat diverses versions regionals al llarg d'Europa, amb diferents trajectòries:

#### Actius
- Eurogamer.de (Alemanya): Llançat el 24 d'agost de 2006 en col·laboració amb Extent Media durant la Games Convention.[15]
- Eurogamer.es (Espanya)
- Eurogamer.pl (Polònia)
- Eurogamer.pt (Portugal): Creat el maig de 2008 amb LusoPlay.[16]

#### Inactius
- Eurogamer Benelux (Bèlgica, Països Baixos, Luxemburg): Operat sota Eurogamer.nl (2008-?).[17]
- Brasilgamer (Brasil): Establert el 2012.[18]
- Eurogamer.fr (França): Tancat després de la seva creació el 2007 amb Microscoop.[19]
- Eurogamer.it (Itàlia): Va cessar operacions el 2022.[20]

Altres edicions desaparegudes inclouen les de Dinamarca, Suècia, Txèquia i Romania.

## EGX
El 2008, Eurogamer va iniciar l'Eurogamer Expo (renominada EGX el 2013), una fira de videojocs que es celebra anualment al Regne Unit. Organitzada per Gamer Network (i posteriorment per ReedPop), l'esdeveniment ha tingut lloc en recintes com Earls Court (Londres) o el National Exhibition Centre (Birmingham). El 2012, es va crear una secció dedicada a jocs indie i PC anomenada Rezzed, que posteriorment es va integrar a l'EGX. L'esdeveniment va guanyar el premi "Esdeveniment de l'Any" als MCV Awards 2019.

## Recepció i premis
Eurogamer ha rebut nombrosos guardons al llarg de la seva trajectòria, destacant:
- Millor Lloc Web als Games Media Awards (2007-2011).[24][25]
- Equip Editorial en Línia i Millor Streamer als Games Media Brit List (2018).[26]
- Marca de Mitjans de l'Any als premis MCV/Develop (2022 i 2024).[27][28]